# ロシアのシベリア征服

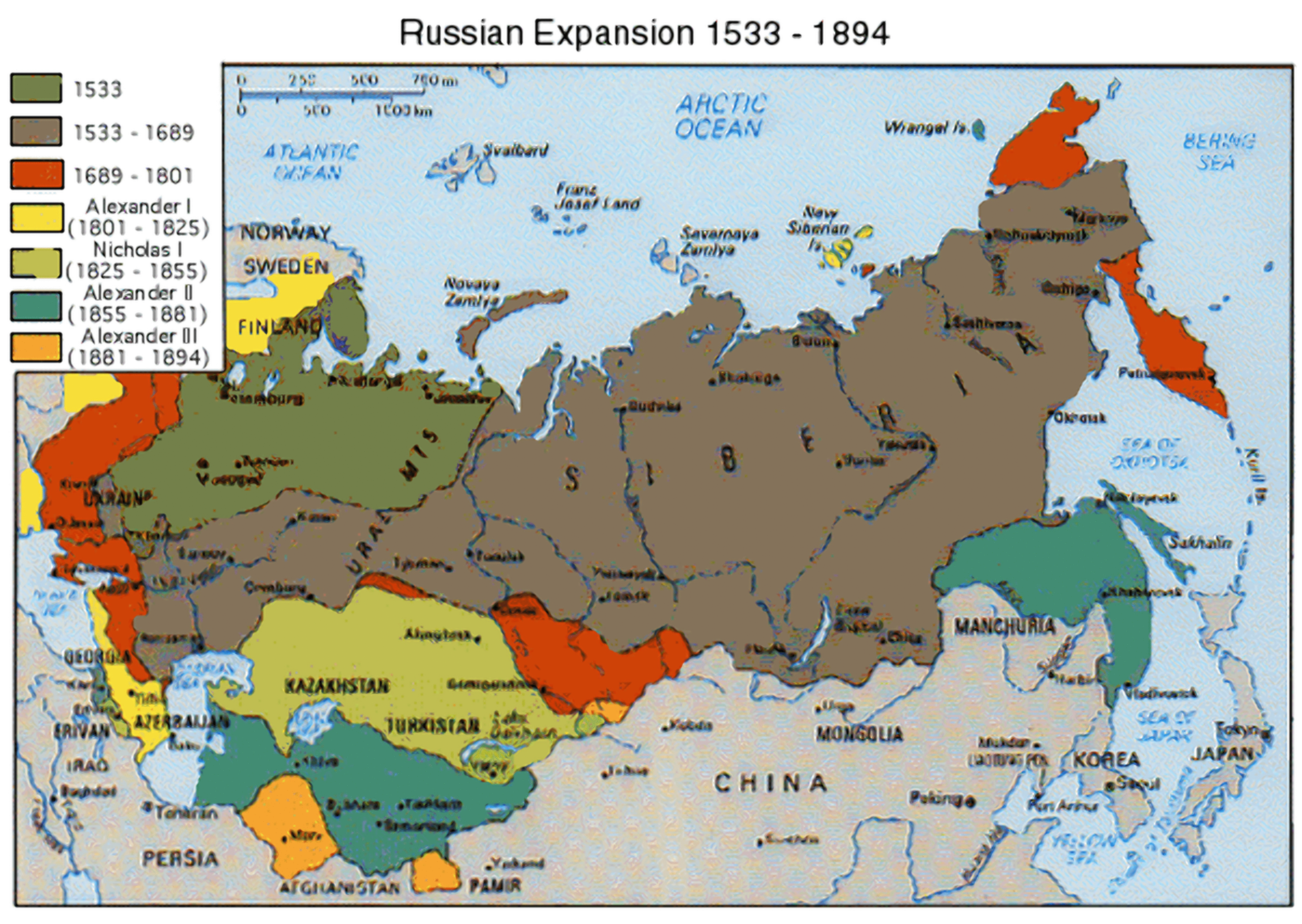
1533年から1896年にかけてのロシアの拡大

ロシアのシベリア征服は、16世紀末から17世紀にかけて行われた探検と征服を指す。ロシア・ツァーリ国のイェルマークが、シビル・ハン国の首都カシュリク（イスケルまたはシビル）を陥落させた1581年に始まったとされる。これはロシア史の定説であったが、正確な年については議論がある。ロシア人は、シビル・ハン国に対する勝利を皮切りに、シベリアに進出していった。初期の経済的目的はまずロシアの主要輸出品である毛皮の獲得であった。シベリア征服の完了は、オホーツク要塞とアナディル要塞が建設された1649年と見なされている。
本記事では17世紀末までを扱う。

## 前史

### ルーシにおける毛皮の重要性

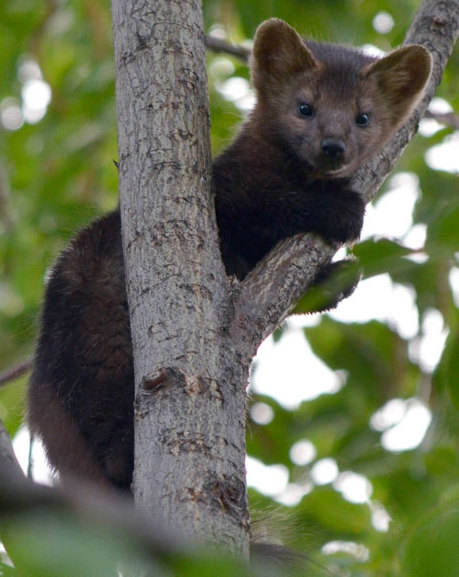
ロシアの黒貂

ルーシ（古代ロシア。キエフ・ルーシ参照）では、古来より森林のなかで農耕を行ってきた。同時に、森林から毛皮、蜂蜜、蜜蝋などを採集した。10世紀ごろには、キエフ公をはじめとしたルーシの戦士層は、冬のあいだ、丸木舟に乗って連水陸路を巡る旅をした。キエフからドニエプル川を北に向かい、スモレンスクでデスナ川に入るのである。そして、現地のドレヴリャーネ族やドレゴヴィチ族らの住居に寄寓し、食事をふるまわせ、貢税を集め、4月ごろキエフに戻る巡回徴貢を行っていた。貢税の対象は、蜂蜜、蜜蝋、捕虜奴隷、貂の毛皮やビーバーの獣皮などである。毛皮は、10世紀から12、13世紀に至るまで貨幣の役割も果たした。
ロシア産の毛皮は、東ローマ帝国との貿易においても極めて重要であった。特に珍重されたのは黒貂である。
東ローマ以外にも、中世ロシアはモスクワ、ノヴゴロド、スズダリなどの都市からハンザ商人の仲介により、イギリスに毛皮を輸出した。また、カザン・ハン国やクリミア・ハン国とも毛皮貿易を行なっていた。ノヴゴロドから輸出された黒貂の毛皮はヨーロッパ諸国の宮廷人たちを魅了し、15世紀のイギリスでは、卿以下の身分の者は黒貂の毛皮を身につけてはならないという王命が出されるほどであった。16世紀にはロシアの外交使節は黒貂の毛皮を国家から国家への贈り物とした。
毛皮の利益は大きく、16世紀末のフョードル1世（在位1584年-1598年）治下にはロシア国家歳入の3分の1に達していたという説もある。17世紀半ば、ロシアからスウェーデンに亡命した外交官コトシーヒンはシベリアからの毛皮収入を60万ルーブルと見積もっている。いっぽうで4万から15万ルーブルという説もある。

### ウラル以東への進出
ウラル以東に対するスラヴ族の進出は、16世紀末における有名なイェルマク（ママ）の進撃によってはじめて行われたものではない—三上次男
。

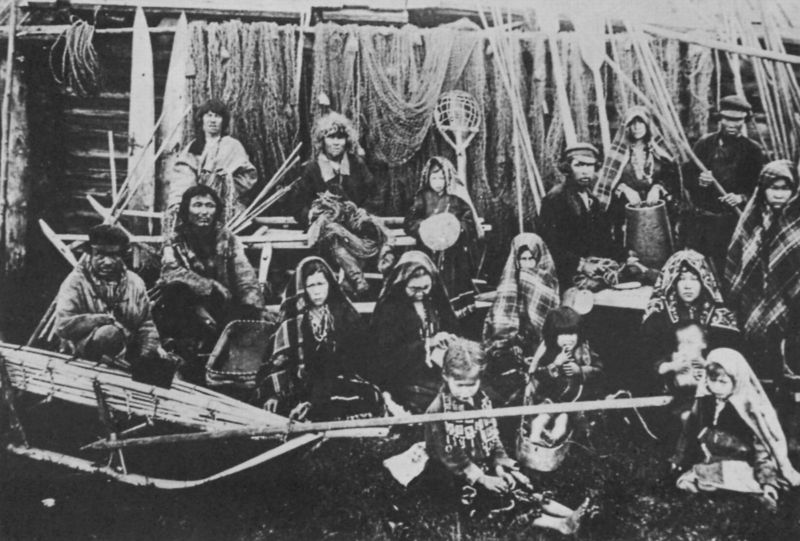
オビ川のハンティ人（19世紀後半）撮影者不明

考古学者で歴史学者の三上次男は上のように書いている。
初めてロシア人たちがシベリアという名で呼んだ土地はオビ川の支流トボル川とその支流トゥラ川流域であった。
1032年、ノヴゴロド公国の住人たちがウラル山脈を越えてオビ川下流のユグラという地に行ったという記述が年代記に登場する。ユグラはマンシ人(オスチャーク族)の住む地で、ウラル山脈の北側、ペチョラ川流域からオビ川下流にあり、「なかば夜の国」と呼ばれる神秘的、かつ豊富な毛皮を産する土地だと考えられ、ノヴゴロド商人たちの垂涎の的であった。12世紀には、ユグラのマンシ人たちはノヴゴロドに毛皮やアザラシの牙といった貢物を納めるようになった。
13世紀にノヴゴロドはユグラを領地とするが、完全に支配したわけではない。
1487年、イヴァン3世（大帝、在位1462年-1505年）治下のモスクワ大公国がノヴゴロドを編入した。ユグラへの野望はモスクワが引き継いだ。イヴァン3世はユグラに3度遠征隊を送ったが、征服はできなかった。

## ロシア・ツァーリ国の帝国化と毛皮貿易の発展

### イヴァン雷帝時代
ロシアのシベリア進出は、イヴァン3世の孫、雷帝ことツァーリ（皇帝）、イヴァン4世（在位1533年-1584年)の治世から本格化する。1552年のカザン・ハン国征服によって同地の毛皮の流通ルートを確保し、ウラル地域への進出基盤を得た。モスクワ大公国（ロシア・ツァーリ国)は、北東ルーシを再統一し、中央集権化を進め、帝国への道を歩みだす。
1555年、イヴァン4世は、宮廷を訪れたイギリス使節リチャード・チャンセラーに、モスクワと直接貿易を行う権利を与えた。はじめはホルモゴルイ港、のちにアルハンゲリスク港を通じた白海貿易という新たな毛皮販路が誕生した。
ヨーロッパからの毛皮の需要は増えたが、ウラル西側の毛皮獣は減っていた。ロシア・ツァーリ国は強国になり、服属させた他の国からヤサク（貢納）として毛皮を徴収した。
ユグラやハンティ人の住むスルグトにもヤサクを要求した。
ロシア社会経済史の研究家、森永貴子の言葉を引用する。
シベリアへの進出は「ロシア帝国」の形成と、毛皮を求める自然発生的な膨張の動きが重なったものである。

### 新たな毛皮産地の探求

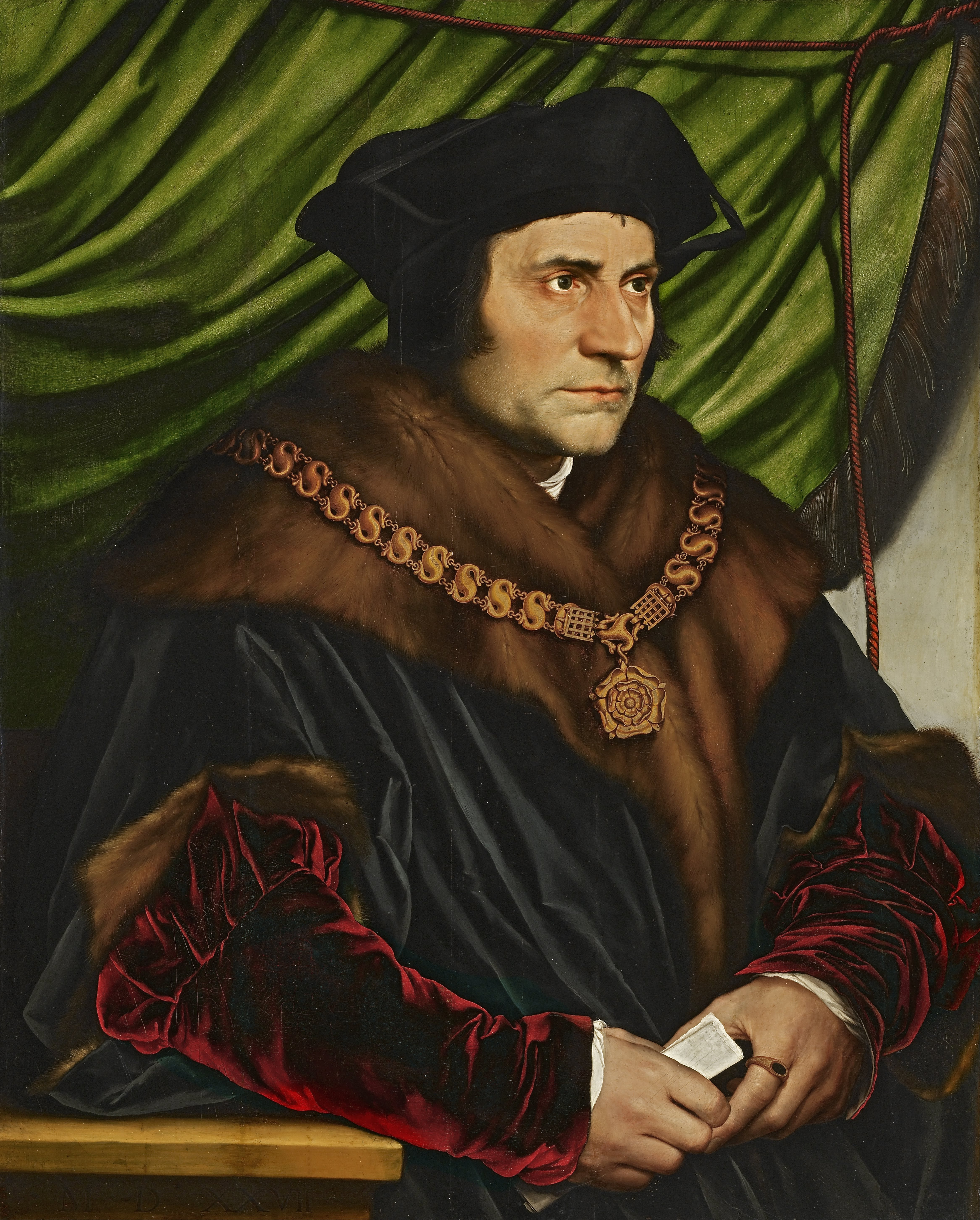
黒貂の毛皮を着たトーマス・モアの1527年の肖像。ハンス・ホルバイン画。16世紀にはイギリスで黒貂の毛皮が大流行した

毛皮を求める狩猟者や商人は、ある地方の毛皮獣を乱獲し、獲り尽くすと別の地に移動した。
16世紀後半に、ペチョラやユグラのほかに、高価な黒貂の産地として知られるようになった土地がある。北極海から内陸に入ったマンガゼヤである。ロシア人のみならず白海航路を開いたイギリス商人たちにも有名になった。1601年にはマンガゼヤにカザーク（コサック）の砦が建てられた。
これは先住民族のネネツ人からロシア人の身を守るためである。が、同時にモスクワ政府が毛皮の取引をすべて統制するためでもあった。ロシア商人のなかにはイギリス人やオランダ人と密貿易を行う者もあり、政府は1627年に航路を閉じた。マンガゼヤは、ロシア人の北シベリアへのおもな進出拠点として繁栄したが、南方に新たな進出路が開かれ、黒貂も減り、やがて衰退した。1672年、町はトゥルハンスクに吸収された。

## シビル・ハン国の征服

### ロシア内「国家」ストロガノフ家
ロシアのシベリア進出には、ストロガノフ家一族が大きく貢献した。彼らはロシア北部ソリ・ウィチェグダの裕福な製塩業者であった。1558年、イヴァン4世の治世下、カマ川流域とチュソヴァヤ川流域を領地とすることを許された。領地開拓のため20年間の免税特権などを与えられ、その後は領民から貢税を受け取り、モスクワへ納めるようになった。1579年には領内に町がひとつ、203戸の領民が住む39の集落、1戸の修道院があった。人口は、約40年後には5倍に増えた。
ストロガノフ家は1570年代にはオビ川にも進出していく。

### クチュム・ハンの逆襲
1555年、モスクワによるカザン・ハン国征服後、シビル・ハン国のハンであるエディゲル・ハンとベクブルドの兄弟は、ツァーリ、イヴァン4世に外敵からの保護を依頼したという。対価は、シベリアをツァーリのものとし、ヤサクを支払うために徴税代理人をシビル・ハン国に置くことであった。
1562年、エディゲルは、クリミア・ハン国を後ろ盾にしたクチュム・ハンに滅ぼされた。クチュム・ハンは首都カシュリクを占領し、「シベリア皇帝」（シビルスキー・ツァーリ）と名乗った。イヴァン4世は1554年から「全シベリアの命令者」（ポヴェリーチェリ・シビリ）と称していたが、これは名目にすぎなかった。
1572年には、クチュム・ハン軍はヤサク（貢納）を求めるロシア軍を破り、モスクワのツァーリへの貢納をやめ、1573年には使節を殺害した。

### シビル・ハン国征服
1574年、イヴァン4世はストロガノフ家に軍事活動を許可し、さらにクチュム・ハンに対する戦い、およびシベリア住民にヤサクを納めさせるという２つの義務を与えた。
これらの義務に対して、ストロガノフ家は逃亡カザークのイェルマークを雇い、シビル・ハン国攻略に送り込んだ。
1581年（異説あり。冒頭参照）10月、イェルマークと部下のカザーク軍540人はウラルを越えてイェルティシュ川に出た。イェルマーク一行はタタール人たちとの激しい戦闘の末、シビル・ハン国の首都カシュリク(イスケル、またはシビル）を落とした。ストロガノフ家はこの知らせをもって、イヴァン4世に対して、シビル・ハン国をロシア・ツァーリ国に併合するよう願い出た。その後、クチュム・ハン軍の逆襲によりイェルマークは戦死し、しばらくの間、クチュム・ハンや彼の一族がカシュリクを取り戻した。
この、のちに西シベリアと呼ばれるようになる地をロシア人が制圧するのは、1586年にモスクワからの正規軍が到着してからである。
その後、河川交通の要となる土地の、一段高い丘陵部に砦が築かれていった。1586年にはトゥーラ河畔のチュメニ、1587年には、トボル川とイルティシュ川の合流地点にトボリスクが開かれた。トボリスクはロシアのシベリア進出基地となる。

## 17世紀ロシアの東進

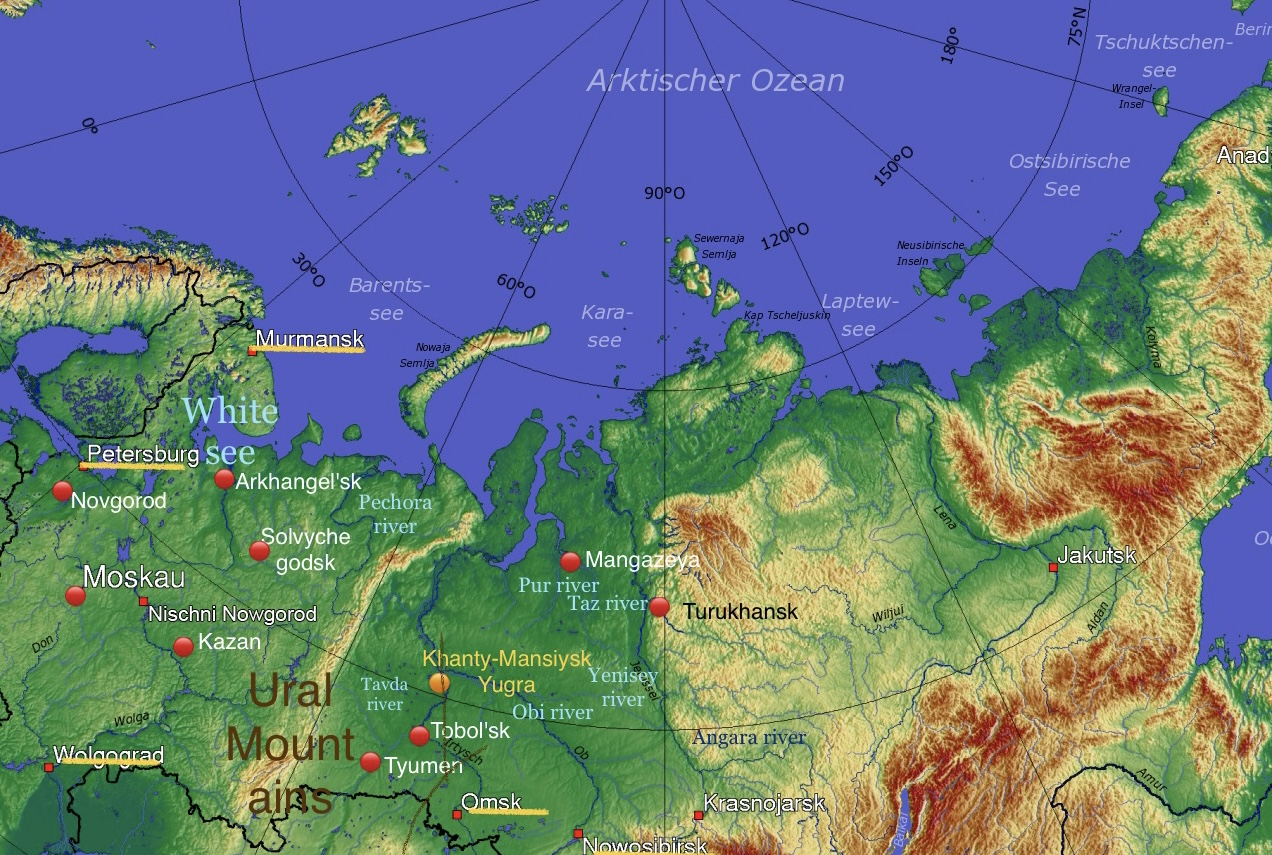
シベリア征服初期のロシアと周辺。黄色い文字の町は18世紀以降に建てられたもの

### 河川交通
ロシア人たちは、カザークや銃兵（ストレリツィ）たちの小部隊（ヴァタガ）を先頭にシベリアに進出していった。彼らは橇や小舟を用いて進んだ。シベリアはオビ川、イェニセイ川、レナ川といった大河がゆったりと流れ、数多くの支流が互いに接近している。彼らは必要な場合には舟を持ち運んで次の河川に移動した。そのため短期間にユーラシア大陸の東端までたどり着いた。
ロシア史家森永貴子は、「古代ルーシ時代、ヴァリャグの交易団が河川網と連水陸路を利用して旅を行ったが、これとまったく同じ現象がシベリア征服においても繰り返され」たと述べる。

### 北部タイガ地帯ルート

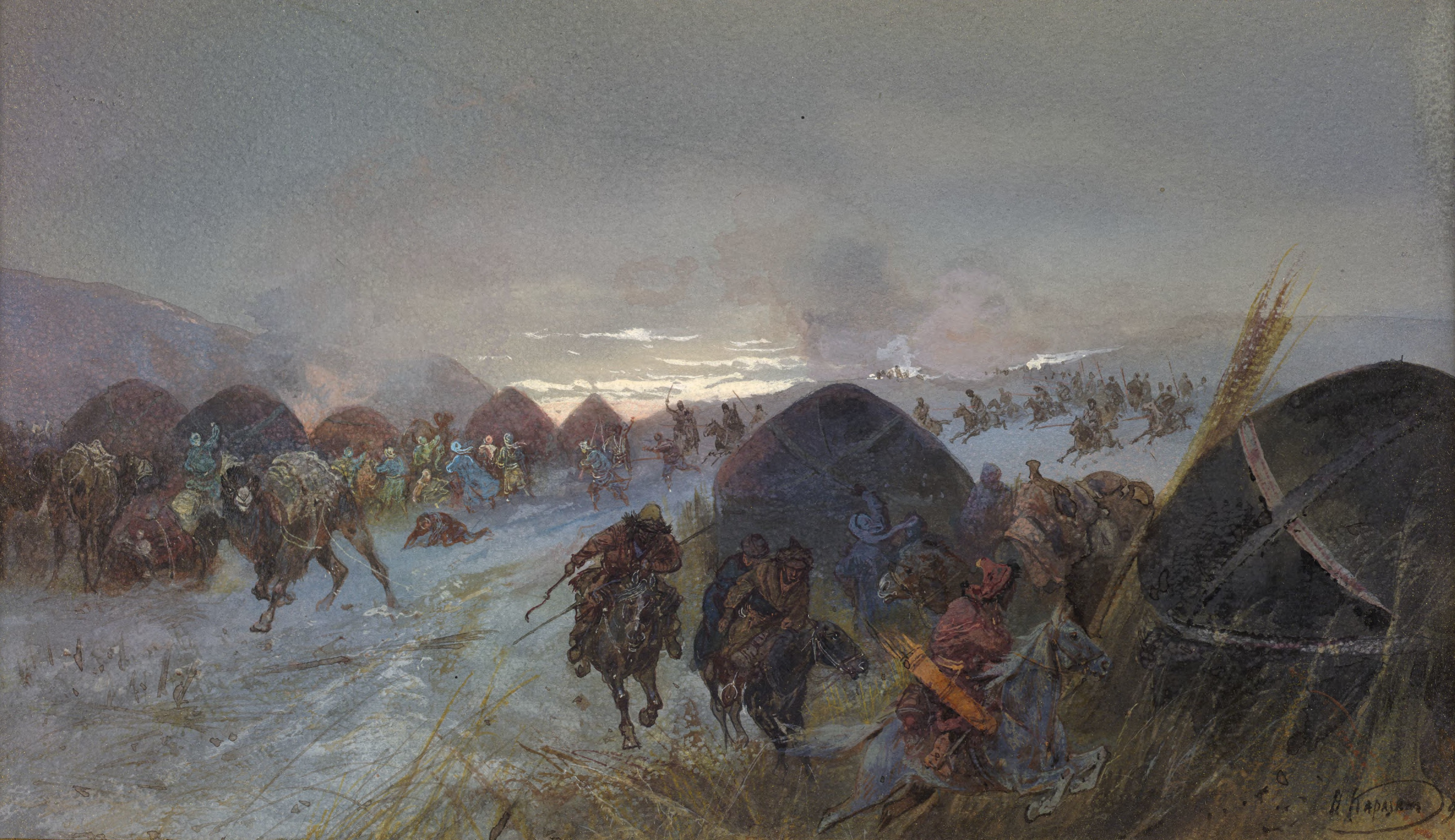
先住民の村を攻撃するカザーク。ニコライ・カラージン（1842-1908）

17世紀のロシア人はシベリア東進にあたって、南部の森林ステップを避けた。これは南部ステップ地帯が強力な遊牧民の活躍する地域であり、踏み込めば襲われる恐れがあったためである。17世紀前半には、クチュム・ハンの子孫を擁立したカルムイク人とバシキール人に襲撃された。1662年から1664年にかけて、バシキール人は大反乱を起こし、そののち、ラージンの乱にも加わった。1680年から1682年にはカザフ人が西シベリアの南部を襲った。
このような状況下、ロシア人たちは東漸に際し、北方のタイガ地帯をたどっていった。北方の先住民は広大な地域に散らばって暮らしており、石器時代さながらの生活を送る者も珍しくなかった。鉄砲を持ったロシア人は、さして苦労せず彼らの抵抗を押し返していった。とはいえ、先住民を征服してヤサクを課しても、彼らはしばしば反乱を起こした。17世紀初めには、西シベリアのネネツ人やハンティ人も何度も決起した。ヤサクから逃れるために南部ステップ地帯に集団で逃亡することも多かった。
ロシア人たちは、シベリア探検初期には、オビ川、イェニセイ川を下降し、北極海に出て沿岸近くを渡る道を開いていった。そのためシベリアの古い都市はもっぱら北部や北極海近くに建設されている。
シベリア征服の先陣を切ったカザークたちは、コチ舟と呼ばれる小さな船で移動した。冬営地や柵、砦を築いた。羅針盤はなく、太陽や星の位置で進行方向の見当をつけ、木の幹に目印をつけながら進んだ。冬にはコチ舟を引き揚げ冬営地の代わりにした。要塞や冬営地の駐在員に対して、モスクワ国家が食糧や弾薬といった必需品を支給した。道々少しずつ上前をはねられ、最前線の者らは何も手に入れられないことも少なくなかった。

## ロシアのシベリア統治

### シベリア庁の成立
16世紀にユグラとシビル・ハン国からの貢物を受け取るようになったころ、モスクワ政府内部での担当機関は、あらゆる外国との業務の取り扱う使節局（使節庁、パソリスキー・プリカース）であった。1599年、新たにツァーリとなったボリス・ゴドゥノフ（在位1598年 - 1605年）は、シベリアの統治を「カザンとメシチェルの宮殿」に担当させた。ロマノフ王朝が成立し、初代ツァーリミハイル・ロマノフ（在位1613年-1645年）の時代になると、シベリア庁（シビルスキー・プリカース）がつくられ、1637年4月1日に独立官庁となった。このシベリア庁は、シベリアに関するあらゆる面での権限を持った。1630年代には、シベリアは郡に分けられ、各郡に対し、シベリア庁が軍司令官（ヴォエヴォダ）を任命した。
17世紀にシベリアの行政を現地で担当したのは、この軍司令官（地方長官、ヴォエヴォダ）たちである。1620年代にはシベリアを含むロシアの各地方に、185人の軍司令官がいた。1690年代には300人になる。彼らの多くは退役軍人であったが、業務は次第に軍務から徴税などの民政に移っていった。任期はおよそ2年前後と短かった。

### ヤサク（貢納、毛皮税）
ロシアにとってシベリアの重要性は、経済面では第一にヤサクによる毛皮の獲得であった。ロシア史家の吉田俊則は次のように述べている。
シベリアから期待される国家収入のうちヤサーク（ヤサクのこと）がいかに卓越した地位を占めていたか、その際、ロシアの商人や狩猟者とある面では競合しながら、ロシア国家自体がいかに熱心かつ優越した毛皮業者であったかなど、その具体的状況を再確認しておくことは意味がある。
シベリアに赴任する軍司令官（ヴォエヴォダ）に対してくだされる訓令は、ほとんどヤサク徴収に関わる事柄であった。
1594年から95年、オビ川にスルグト城塞の建設のために派遣される軍司令官への訓令書には以下のように書かれていた。
ヤサークの徴収は過酷な仕方ではなく、寵愛をもってなされるべきこと。
このような指示は後にも繰り返される。「寵愛をもって」という訓令は一見、偽善や欺瞞のように見えるであろう、と吉田俊則は書き、以下ふたつの事柄を指摘する 。
1. 17世紀のシベリアではいまだロシア人やロシア軍は少なく、政府は異民族との軍事的対立をなるべく避けることを望んでいた。
2. また、先住民からヤサクを取り立てること、そのものが含む矛盾も存在していた。ロシア政府は異民族の服従を求めていたが、同時に伝統的な狩猟民としての部族社会を保存しようとした。毛皮を取り立てるためには、先住民の狩猟能力が必須であったからである。訓令は、ロシアの役人や商人がヤサク対象の村に立ち入ることを極力禁じている。これはロシア国家の利益のために必要な処置であった[33]。

ヤサクはシベリア征服初期には略奪されたが、のちには年単位の額が決められ、ヤサク台帳に記入された。軍司令官たちは、異民族にヤサクを納めさせるために各部族長の息子などを人質に取り、トボリスクには人質小屋が常設された 。異族民の長老に贈り物やご馳走などをふるまい、彼らがヤサクを持ってくるよう仕向けもした。
ヤサクを取り立てたのはロシアだけではない。たとえば、西シベリアでは、クチュム・ハンのシビル・ハン国でも行われており、ロシアがその体制を受け継いだこともあった。

### 汚職と収奪
シベリアに派遣される軍司令官はシベリア庁に属し、守備隊や裁判、ヤサク徴収、流刑者の管理などの広範囲の裁量権を持っていた。1都市に一人の割合で派遣されたが、相互の連絡はまったくなかった。
モスクワ政府の意向がどうであれ、シベリアは赴任する軍司令官にとって、財産を蓄えるのに絶好の土地であった。中央からの命令は、あまりの距離のためにしばしば届かなかった。ロシア人住民は、軍司令官らの賄賂の要求、裁判の遅れや怠慢を告発しようとした。先住民に対するヤサクの量は上乗せされた。
1602年には、チュメニで定期郵便制度が開始された。運搬手段は馬や犬による。馬や犬を乗り換えるための「駅」が発展して、駅逓制度が普及していった。先住民はヤサク以外に、馬や犬の供出や荷駄運搬といった負担を押しつけられた。

## ロシア人の進出と「異族民」

### 対ブリヤート人とイルクーツク建設
1620年代、ロシア人たちはヤサク民からモンゴル語族のブリヤート人諸侯が支配するバイカル湖やアンガラ川の豊かさを聞いた。エニセイスク要塞（1618年建設）やクラスノヤルスク要塞（1628年建設）から遠征隊を出し、アンガラ川上流に向かった。ここで、ロシア人はツングース語族のエベンキ人から激しい抵抗を受けた。ロシア人はヤクーツク要塞(1632年建設)を開き、エニセイスク、クラスノヤルスク、ヤクーツクの三つの要塞を拠点に、ブリヤート人の支配地に向かった。エベンキ人は、ロシア人とブリヤート人に挟撃された。エベンキ人はロシアの銃火器攻撃に耐えきれず、彼らの支配下に入った。ロシア人が初めてブリヤート人と接触したころ、カザークらは贈り物との交換して毛皮を手に入れていた。彼らはアンガラ川の難所を越え、1631年にブラーツク要塞を建築した。1634年には、ロシア人たちはブリヤート人にヤサクを要求し、ブリヤート諸侯はこれを拒否した。ベケトフを百人長（ソートニク）とするカザークの一団は、「レナの道」と呼ばれる水路を利用してブリヤート草原にたどり着きヤサクを求めたが、ブリヤート侯らに逆襲された。1641年には貴族ヴァシリエフを司令官とする遠征隊がヴェルホレンスクに派遣された。ブリヤート侯チェプチュグイは降伏を拒否し、燃え上がる天幕とともに焼死した。ロシア人とブリヤート人の戦いは一進一退を繰り返しつつも、次第にロシア人のほうが優位に立っていった。小貴族イヴァン・ポハボフは、アンガラ川上流とバイカル湖南岸を征服し、オサ川のブリヤート人からヤサクを取り立てた。1652年、ポハボフはイルクート川沿岸に冬営地を築いた。のちのイルクーツクである。イルクーツクが要塞（スロヴォダ）から都市（ゴロド）になるのは1682年のことである。最終的にプレド（前）バイカリエとザ（後）バイカリエのブリヤート人の征服を終えるのは、1689年のネルチンスク条約を待つことになる。

### 16-17世紀、ロシア支配下の先住民
16世紀から17世紀にロシアの支配下に編入されたシベリア先住民は、原暉之によると、以下のような状態であった。
オビ川のウゴル諸語話者（ハンティ人とマンシ人）と北方のサモエード人(サモディ人)（3万1600人）、北方ツングース系民族（3万6200人）、ユカギール人と北東のパレオアジアート(古シベリア諸語の話者)、エスキモー人（3万4700人）、ケト人（5600人）、北方チュルク語系住民（4万1600人）、モンゴル語族系住民（3万7200人）、満洲人、南方ツングース人、ニブフ人（ギリヤーク人）、アイヌで、合計約20万人になる。一方、17世紀末までにシベリアに入植したロシア人の人数は先住民の合計人数を越え、ロシア人の割合は時代が下るにつれて増えていった。

### 捕虜から奴隷へ
先住民たちにはヤサク以外にもさまざまな義務が課された。特に、官営耕作地の耕作はもっとも負担の重い義務であった。先住民の多くは農耕に慣れず、また反乱を恐れる当局は先住民への斧の販売を禁止した。先住民たちの労働条件は悪化し、食糧の不足も相まって、死亡率は高かった。
ロシアのシベリア征服によって、先住民の一部は奴隷になり、奴隷制は少なくとも18世紀末まで続く。ソ連の歴史家オドロニコフは、以下のように述べた。
地方当局はロシア人役人の助けを借りて平和な異族人の集落を襲い、その中から捕虜＝ヤスイリを掠奪し、彼らを奴隷＝ホロープに転じた。—オドロニコフ
19世紀の歴史家シャシコフは、シベリアの奴隷（ホロープ）について詳述している。まず、征服に来たロシア人男性にとってもっとも求められたのは女性たちであった。先住民の反乱や制圧にあたって、彼らは異族人女性（イノロートカ）を捕虜にした。戦時のみならず平時にも行われた。役職のない平のカザークも数人の妾を持ち、一夫多妻が当たり前という状況になった。軍司令官らはさらに多くの女性たちを手に入れた。自分一人の欲望のためだけではなく、蓄財のためにも彼女たちの売買を行いはじめた。軍司令官は売春宿の経営まで行った。

## シベリアのロシア人社会

### 農民移住者たち
シベリア征服の軍配備のためには、食糧の確保が必要である。16世紀末よりヨーロッパ・ロシアの北部および東部の農民に現物税が課され、シベリアに送られる食糧となった。モスクワ政府は自給体制の確立を目指し、16世紀末から1630年代にかけて農民の強制移住政策を行った。17世紀前半には、政府は自由植民のための優遇策を行い、移民を奨励した。土地の提供や支度金や農具などの提供、開墾後3年から5年のあいだの免税などの対策が行われた。いっぽう、当時のヨーロッパ・ロシアでは、封地を持つ士族層の要求により、農民の土地への緊縛が進みつつあった。シベリアでの農民移住奨励政策は、ヨーロッパ・ロシアの農民政策と矛盾したため、政府は調整策として移住対象者を国有地の農民とした。国有地は北部ロシアに多く残っており、移住民は北ロシア出身者が多かった。
北ロシアから来た農民たちには、ミール（農村共同体）の自治の伝統があり、またシベリア征服の尖兵となったカザークにも厳しい自治の掟があった。これらの勢力が結びついて、しばしば騒擾（そうじょう）事件が起きた。